# 阿尔加托辛
阿尔加托辛，是西班牙安达卢西亚自治区马拉加省的一个市镇。 总面积20平方公里，总人口970人（2001年），人口密度49人/平方公里。